# ダッコちゃん
- ダッコちゃん
- だっこちゃん

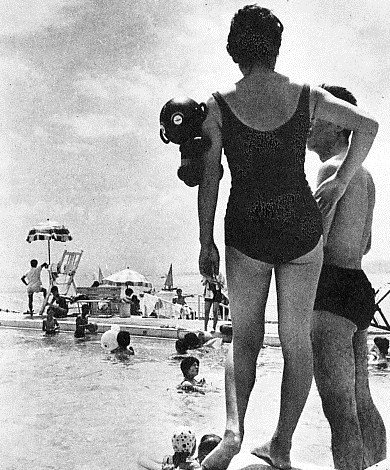
ダッコちゃんを腕に付けた水着の女性

ダッコちゃん、だっこちゃんは、1960年（昭和35年）に発売されたビニール製の空気で膨らませる人形の愛称。後に製造元のタカラ（→タカラトミー）もこの名称を使うようになった（後述の通り、21世紀の復活版では正式な商品名として「だっこちゃん」が採用されている）。またそのモチーフとなったキャラクター。

## 歴史

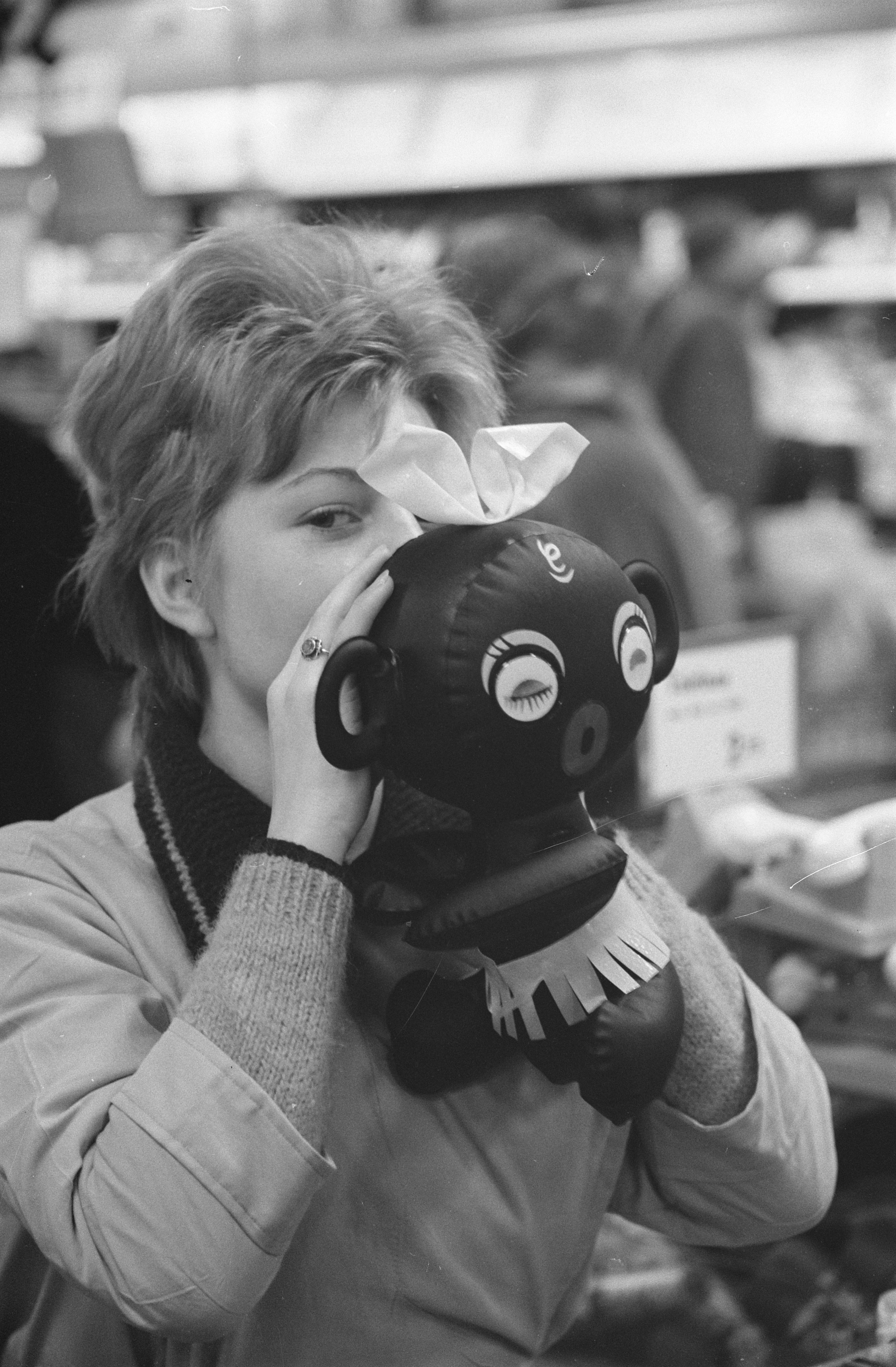
だっこちゃんを膨らますオランダの店員

### 誕生
もともとは玩具の一種として、1960年（昭和35年）4月に発売された。当初は「木のぼりウィンキー」、「黒ん坊ブラちゃん」といった名前で売り出された。「ウィンキー」という商品名は目玉が閉じたり開いたりしてウィンクしているように見えることからつけられた。ハイティーンの女の子が腕にからませて歩いていたのをマスコミが報道、いつしか「ダッコちゃん」の名が一般化した。
当初の製造元は当時の宝ビニール工業所（後の株式会社タカラ→タカラトミー）。製造工場は横浜市泉区内。発売元はツクダ屋玩具（ツクダヤ、後の株式会社ツクダ）。
真っ黒な人型をした本商品は両手足が輪状になっており、木にしがみつくコアラのようなポーズをとっている。「ダッコちゃん」の名前の通り、腕などに抱きつくようにぶら下げることが可能だった。発売当初の販売価格は180円。腰蓑をつけた黒人のように見えるその姿は極限までディフォルメされており、非常にシンプルな形状だった。
ダッコちゃん生みの親である大木紀元は、当時、武蔵野美術大学に通いながら社員として働いていた。現：創造学園大学創造芸術学部の学科長兼教授。
ダッコちゃんのヒントになったのはディズニー映画の『ボクはむく犬』である。

### 1960年のブーム
1960年6月ごろから、若い女性を中心にブームの兆しが起こった。日本における玩具としては、1958年（昭和33年）のフラフープに続くブームとなった。ぶら下がる機能を活かしてこの人形を腕にぶら下げて歩く女性が時折見られるようになった。マスコミが取材対象とする中で、この商品には「ダッコちゃん」（平仮名表記で「だっこちゃん」とも）という愛称が与えられた。銀座の小松ストアー（後のギンザコマツ）のディスプレイに展示される、女子社員が腕にぶら下げて食事に出かけることなどで話題になり始め、テレビに登場した結果ブームに火がつき、大相撲夏場所の中継でテレビ画面の端にぶら下げた女性が映りこむと騒動になった。注文は大幅に増え、玩具店、デパートでは常に在庫切れとなった。定価の数倍で取引されることもあった。デパートが販売のために発行した整理券にダフ屋が登場したこともあったという。
当時のビニール人形の経済単位はせいぜい500ダース程度、3000ダースで大ヒットとされ、ダッコちゃんの当初の販売目標は2000ダースであったという。しかし実際には、発売から半年で真正品のみで240万個が販売される大ヒット商品となり、製造元の宝ビニール工業所がタカラ（現・タカラトミー）となる基盤をつくった。
同年夏には海水浴場において水着姿の若い女性が腕にぶら下げる姿や、1960年ローマオリンピックの日本代表選手が腕にぶら下げて羽田空港を出発する風景も見られた。玩具業界にあった「黒は夏の玩具に不向き」という概念を打ち破った。
製造が間に合わないほどの売れ行きを見せたこと、簡単な構造の商品だったことなどから多くの偽物が流通し、偽物を含めた出荷数は1000万個に達したと推定される。皮肉にもそのおかげで全国に「黒いビニール人形」は拡大し、1960年代を代表する玩具となった。本物の特徴として目に貼られた特殊なシール（レンチキュラー印刷）により見る角度によってウィンクすることがあげられるが、多くの偽物にはそれが無く、真贋の目安になった。1960年10月12日にはツクダヤがこのシールを単体で販売開始した。価格は3体分の目玉と糊のセットで80円。
大宅壮一は『週刊コウロン』（中央公論社）1960年8月2日号の記事においてダッコちゃんブームを黒人文化への関心の高まりによるものと分析し、その背景にはアメリカの進駐によりもたらされた白人文化へのレジスタンスがあるのだろうと論じた。
ブームによりソフトビニール人形のみならずさまざまなキャラクターグッズが開発・販売された。しかし、ダッコちゃん自体のブームは日本国内では半年、国外輸出を含めても1年で沈静化しほとんどの商品は販売を停止した。

### 日本国外への波及

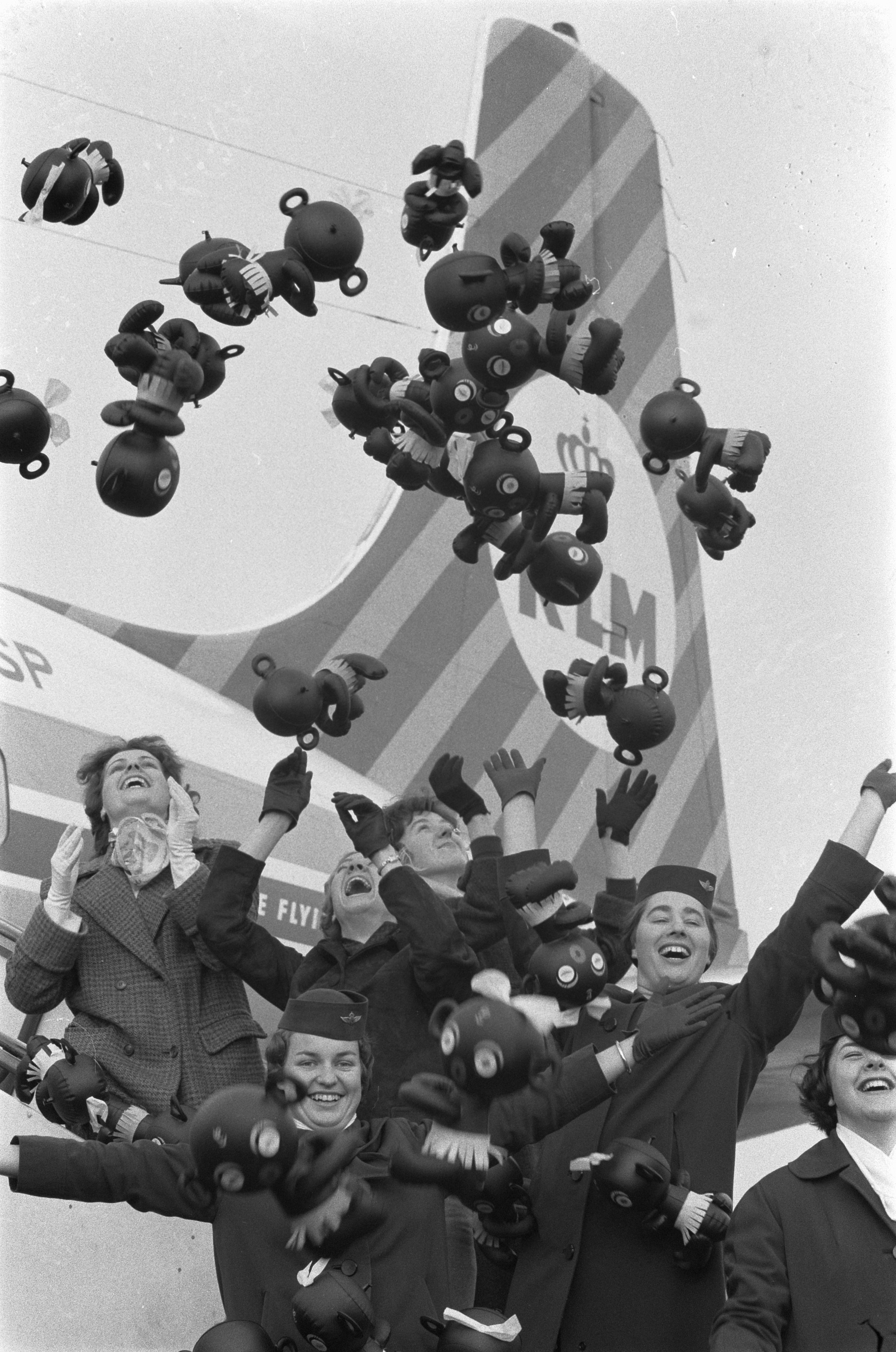
だっこちゃんとKLMのアテンダント

ダッコちゃんブームはアメリカでも紹介された。『タイム』誌は1960年8月最終号にて日本のダッコちゃんブームを写真付きで取り上げた。NBCテレビもニュースとして報じた。1960年10月には日本からアメリカに10000ダースのダッコちゃん人形が輸出された。ダッコちゃんの対抗商品として、アメリカ製の「ウィンキー・ブリンキー」というビニール人形も登場した。
その後イギリス、フランス、メキシコ、ポーランドにも輸出され、『デイリー・メール』紙もニュースとして報じた。
日本でのブームが沈静化した1961年2月、インドネシアでダッコちゃんが425ルピアで発売されブームになっていると外電で報じられた。

### ブーム後
製造元のタカラは1961年（昭和36年）、社標をダッコちゃんをデザインしたものに変更し、テレビCMのキャッチフレーズにも「だっこちゃんマークのタカラ」とダッコちゃんを前面に押し出したPRを行なった。
タカラ創業者の佐藤安太は、ダッコちゃんブームとその終焉を通じて、企業ブランドの確立と永続的に売れる商品の必要性を痛感したという。これは後にリカちゃん（1967年（昭和42年）発売）として結実した。
ダッコちゃんはその後、1966年（昭和41年）に新製品が登場し、再ブームが起こった。
1975年（昭和50年）には創業20周年を記念して復刻版が登場し、1960年当時ほどのブームにはならなかったが真正品のみで150万個が販売された。
1980年（昭和55年）の発売20周年時にも復刻版が登場した。
また、特命刑事（刑事ドラマ）では、第6話『黒い狼』から芹沢刑事が腕に付けていたり、以降も最終話まで芹沢刑事の前に置かれている等の場面が見られた。
1985年（昭和60年）に発売25周年と創業30周年を記念して復刻版と新製品が登場し、キャラクターライセンス商品も各社から販売された。このときの標準サイズ（1960年版の復刻版）の販売価格は680円だった。

### 製造停止
その後、ダッコちゃんはアメリカから黒人蔑視との批判が出て、タカラは「ダッコちゃんは黒人がモデルではなく日焼けした子供のデフォルメ」と釈明したが、商品自体の採算性の落ち込みもあり1988年（昭和63年）6月に製造を停止した。製造停止までに販売されたダッコちゃん人形の総数は真正品のみで累計600万個に達した。
同年、黒人差別をなくす会が結成され黒人差別論争が活発化すると、漫画やアニメなどのステレオタイプな黒人の描写が差別的であるとしてさまざまな出版社や制作会社が自粛を決定し、その論争のなかに「ダッコちゃん」も加えられた。ダッコちゃんの商品自体は同会の結成前に既に製造を終了していたが、社標の「ダッコちゃんマーク」は業容の拡大によるCIの一新に伴い、1990年（平成2年）3月をもって使用を停止した。
1997年（平成9年）、タカラの子会社のギャルソンが色を黒から青やピンクに変えてビニール人形やキーホルダーとして販売し数万個が市場に流通したが、黒人差別をなくす会からの抗議により同年中に販売停止・店頭在庫の回収を行った。

### 21世紀復活版
2000年（平成12年）にタカラ社長に就任した佐藤慶太は「ダッコちゃんの復活」を社命に掲げた。同年3月、佐藤慶太の呼びかけで社内にダッコちゃんの復活プロジェクトが立ち上がった。
そして、2001年（平成13年）に「だっこちゃん」（だっこちゃん21）の名で復活している。もともとは愛称だった「だっこちゃん」を商品名に採用した。その際には厚い唇、縮れ毛、腰みのといった人種差別的と指摘された要素を取り払い、代わりにとんがり頭としっぽがついた。設定も「くっつきたい、触れ合いたい、という人間本来の心から生まれた架空のキャラクター」というものに変わり、色も黒のほかピンクやブルーなどが用意された。2002年秋の時点で、21世紀版「だっこちゃん」の売上高は累計で約15億円、ライセンスを含めた商品数は250点以上に達している。
その後、同様の仕組みを持つカブトムシやドラえもん、鉄腕アトム、キン肉マンなどのキャラクターの玩具が製造された。
2010年（平成22年）には発売50周年を記念してタカラトミーの子会社のタカラトミーアーツから「VINKYS（ビインキーズ）〜だっこちゃん天使と森のなかまたち〜」として新たに展開した。
2015年（平成27年）、永谷園が大相撲力士の遠藤をモデルとした「遠藤関だっこちゃん」のプレゼントキャンペーンを実施した。

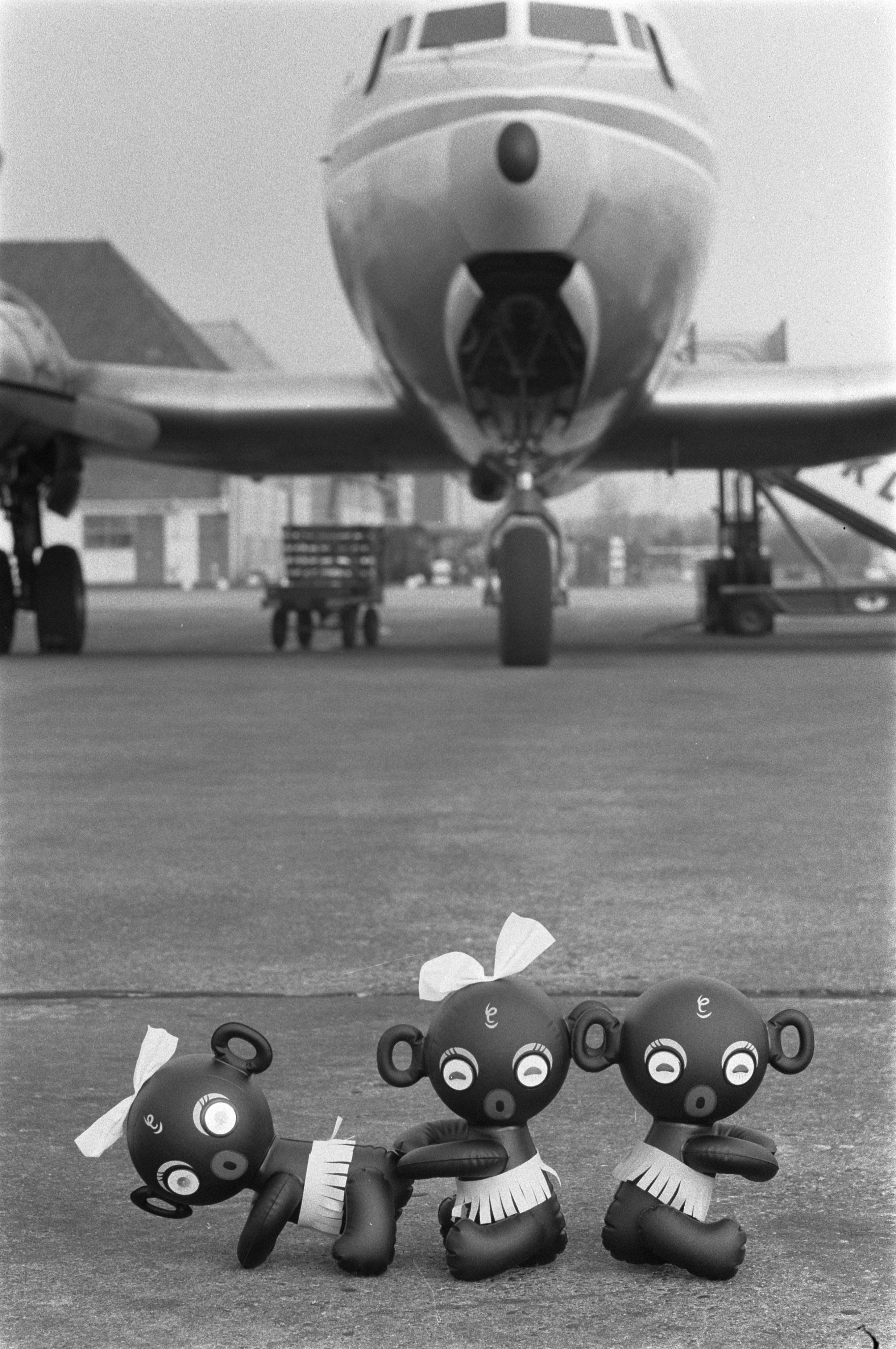
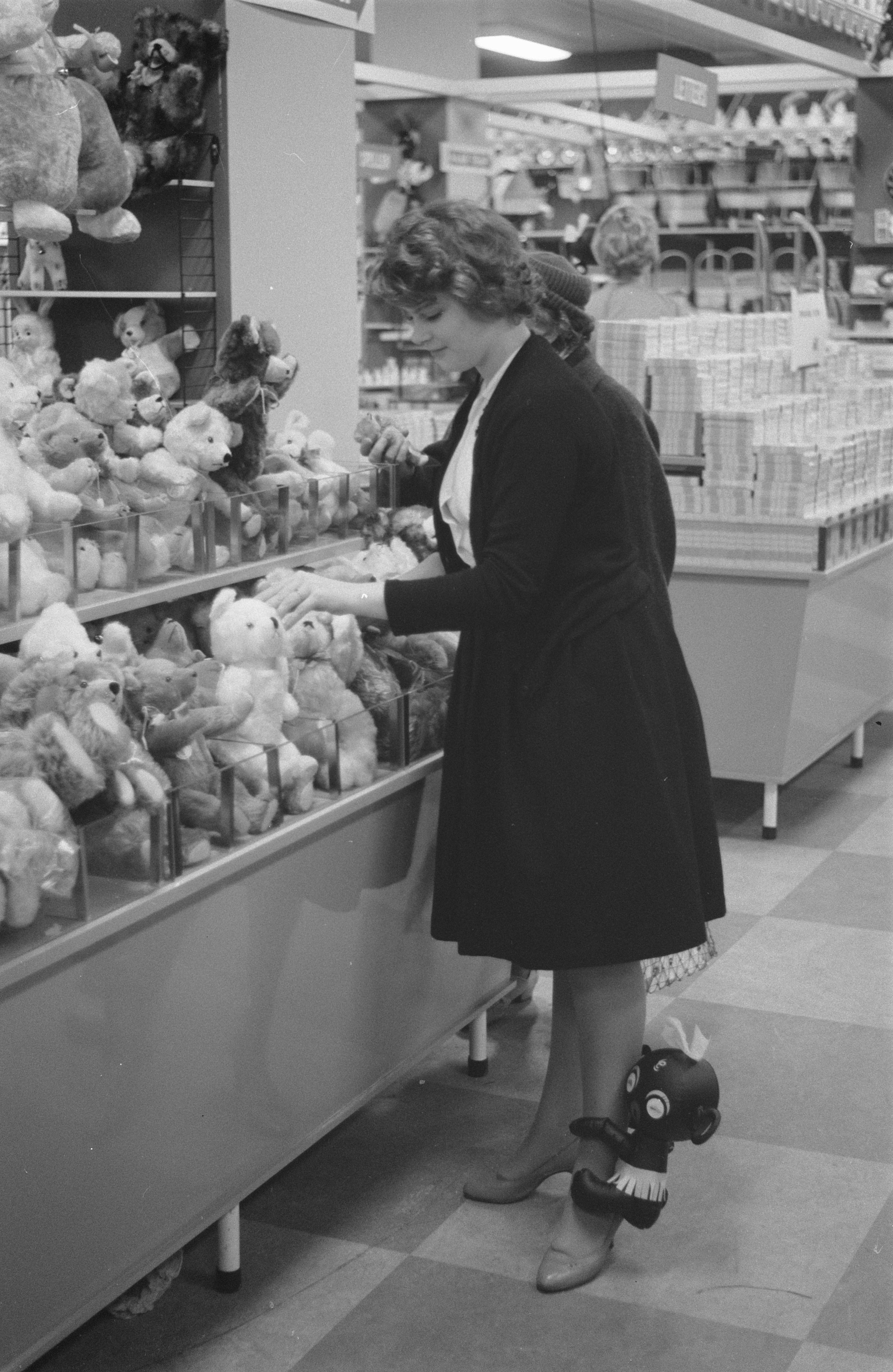
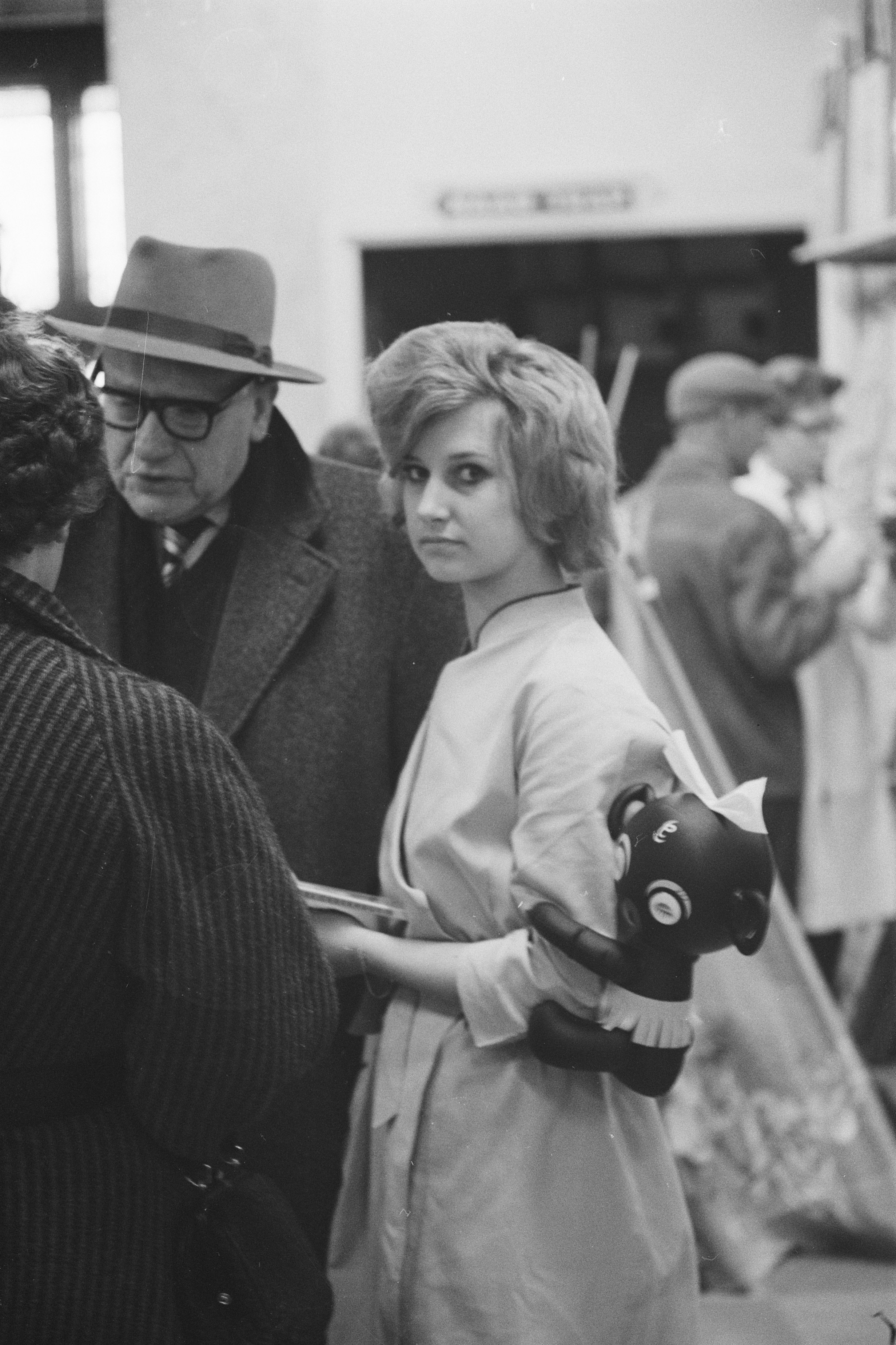
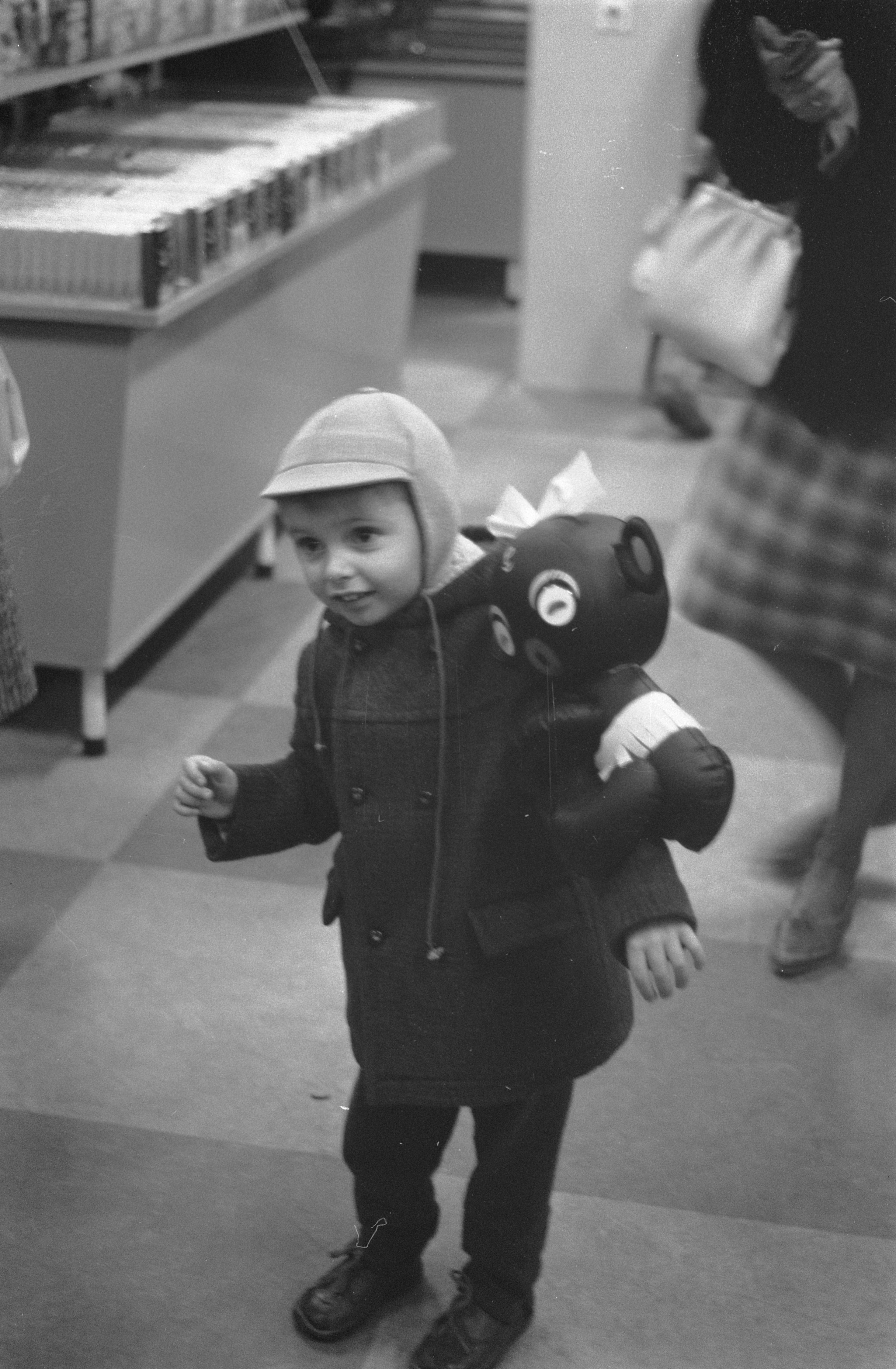
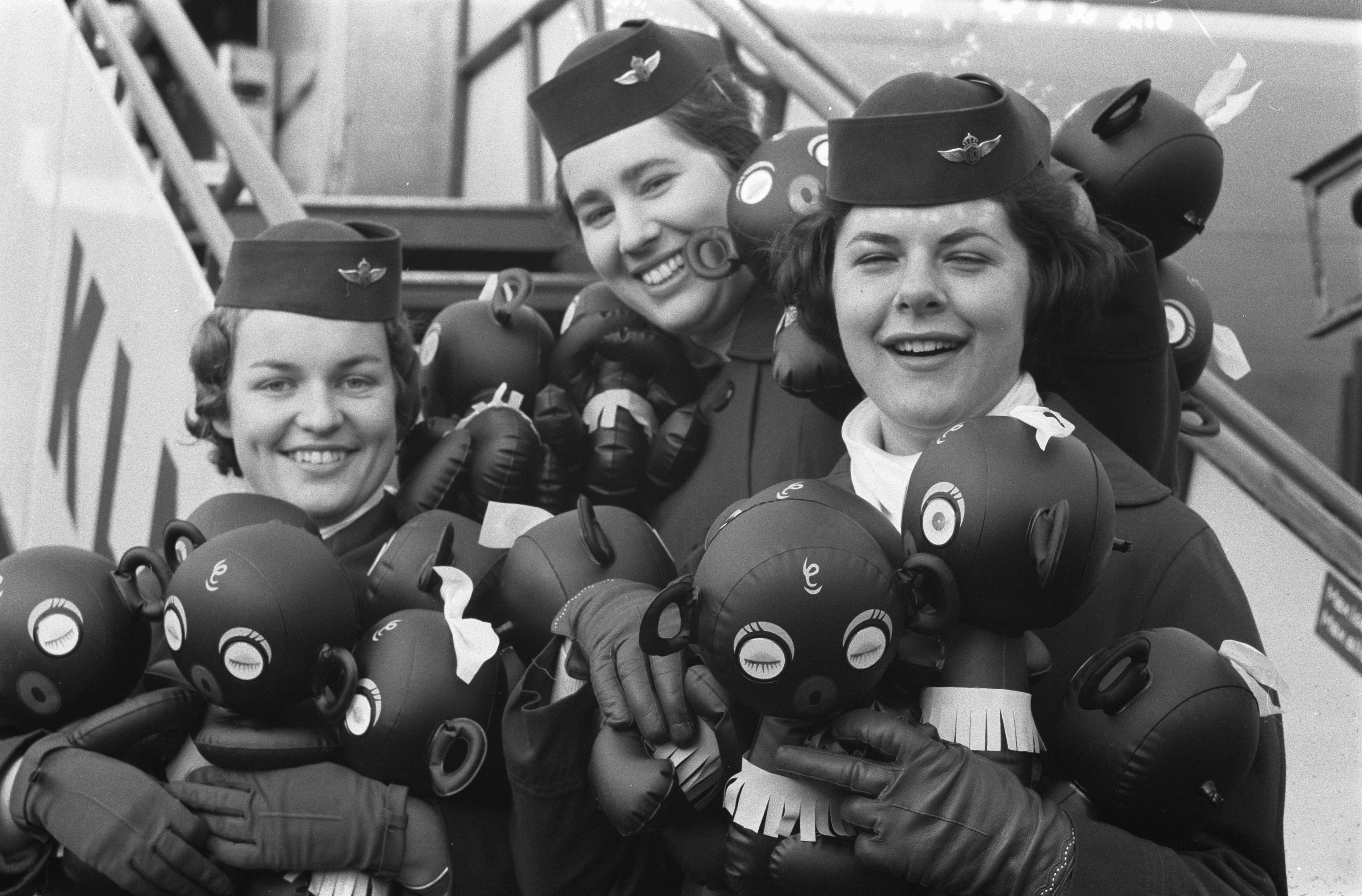
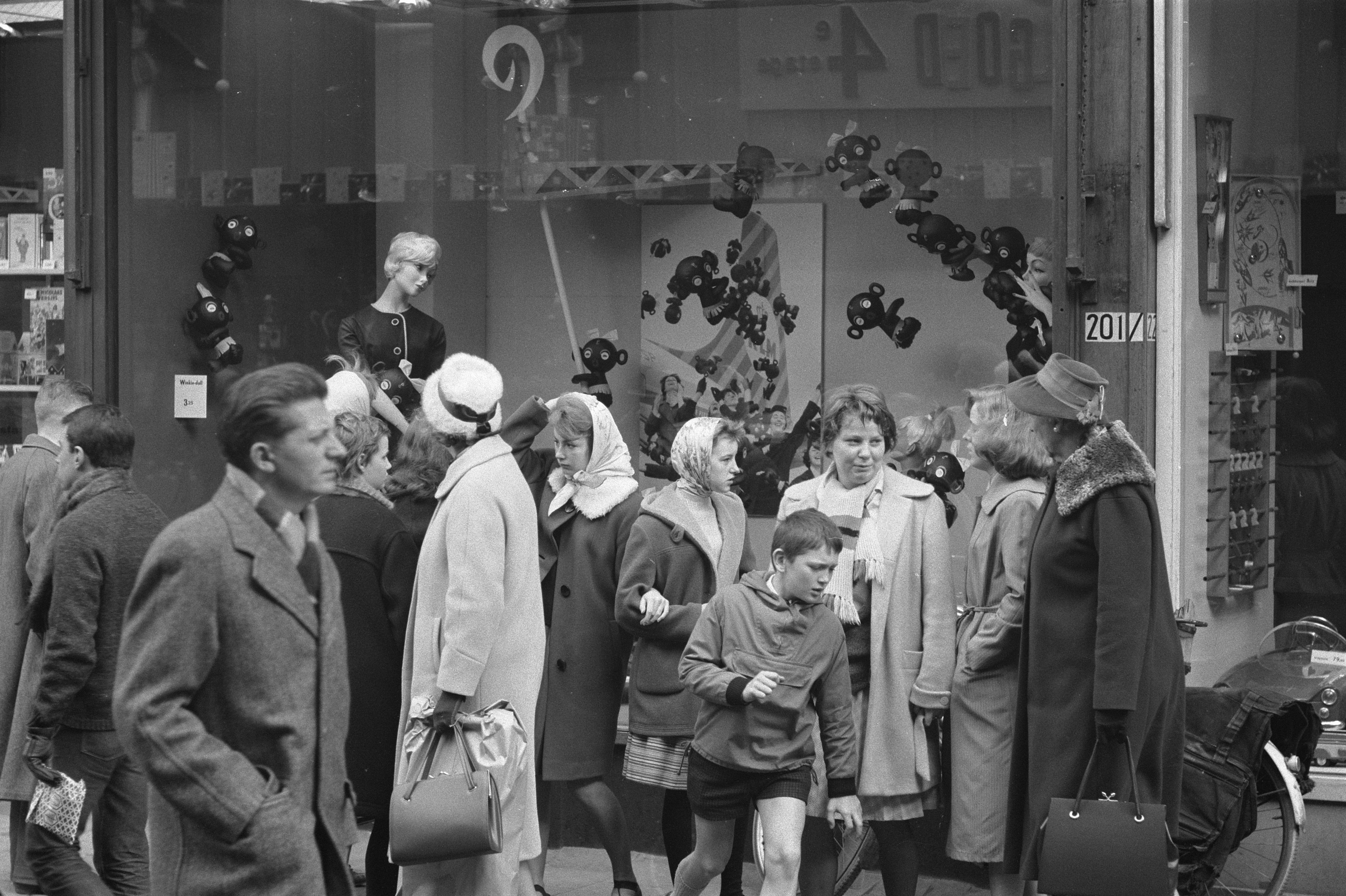
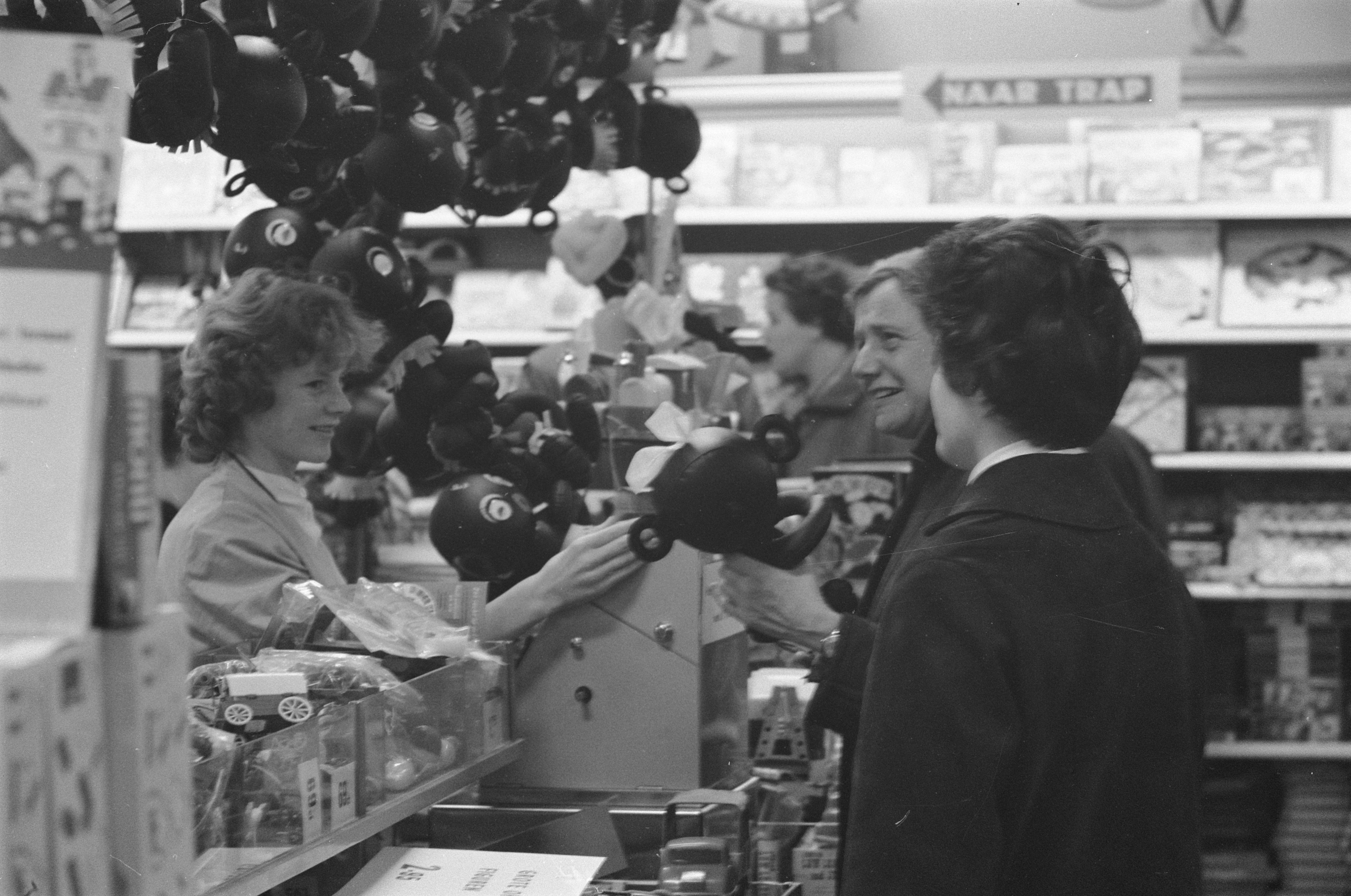
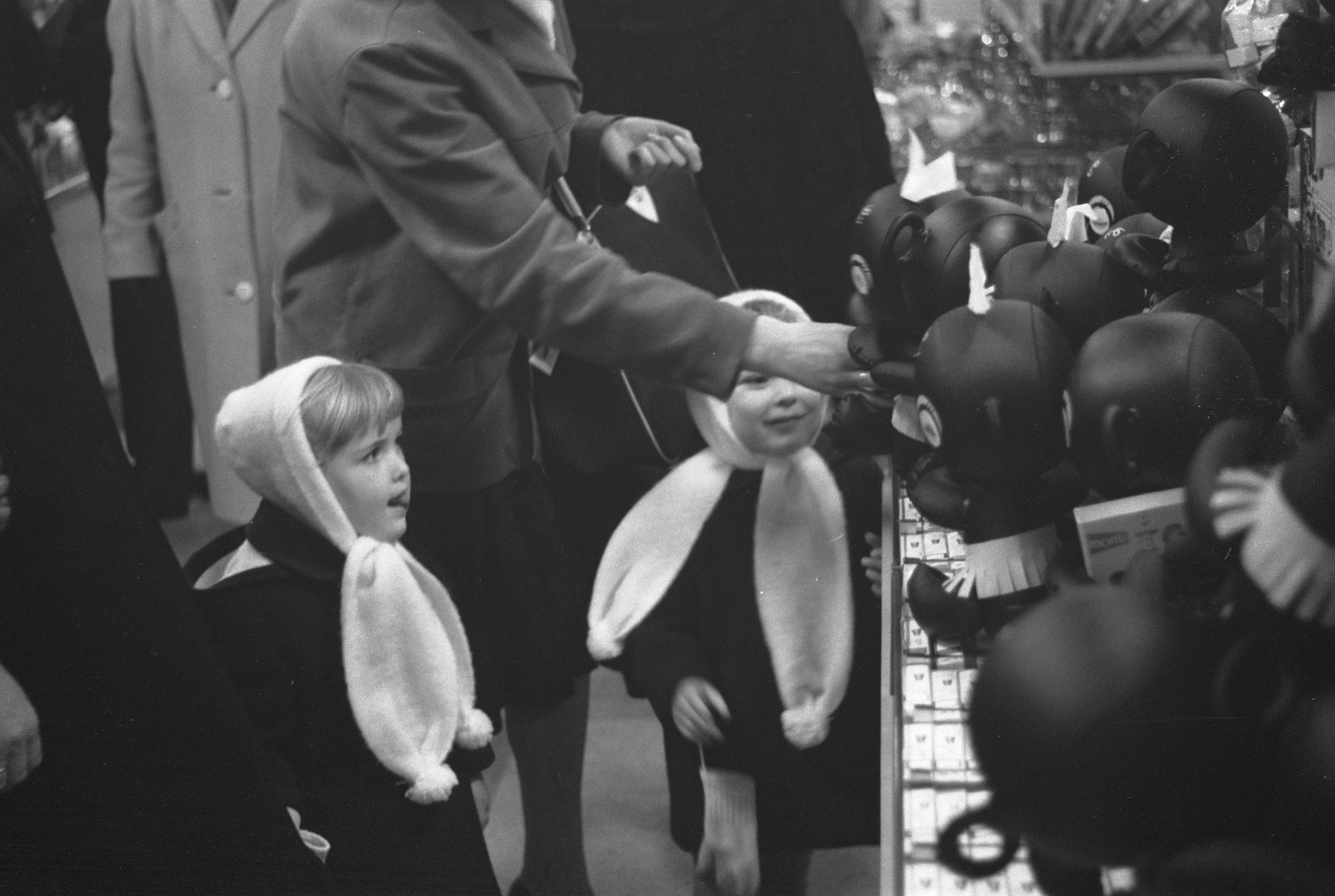

## ダッコちゃんを題材とした楽曲
- 「ダッコちゃん」 - 歌：佐川ミツオ（1960年、ビクターレコード）
- 「FUNKYダッコNo.1」 - 歌：ハルヲフォン（1975年、キングレコード）
- 「だっこちゃん音頭」 - 歌：ペコちゃん[注釈 4] & ビクター少年民謡会[注釈 5]（1985年、ビクター音楽産業）